# Napolitaan Van Os
Jan Baptist Napolitaan Van Os (Hemiksem, 21 februari 1847 - Antwerpen, 15 januari 1911) was een Belgisch drukker, uitgever en redacteur.

## Levensloop
Napolitaan Van Os werd op 21 februari 1847 geboren als jongste in een gezin van 11. Zijn vader was portier in de gevangenis die toen in de St-Bernardusabdij van Hemiksem gevestigd was. Op 28 april 1864 schreef Napolitaan zich -naar het voorbeeld van zijn vader, die zeven jaar in het leger diende- in bij de infanterie. Na de dood van vader in 1865 trok de weduwe met de kinderen die toen nog thuis woonden naar Antwerpen.
Op 10 juli 1875 huwde hij Marie-Thérèse De Wolf, een telg uit een welgestelde burgerijfamilie. Haar oudste broer Alfons was gemeenteraadslid en kunstmecenas. Het paar kreeg tien kinderen: Maria (Ť), (Petrus Paulus) Alphonsus, Lucianus,  Henricus, Joseph, Maria, (Franciscus Antonius) Tony (kunstschilder) , Raphaël en Joanna.
Op 27 februari 1878 hield hij zijn baan als luitenant officier-betaalmeester in het leger voor bekeken en in datzelfde jaar nam hij -samen met zijn schoonbroer Eduard De Wolf die verzekeringsmakelaar was- de drukkerij van P.J. van Aersen over en drukte er -onder de firmanaam Van Os & De Wolf- onder meer religieus drukwerk. Tussen 1891 en 1893 publiceerde hij, in 24 delen, de Geïllustreerde werken van August Snieders.
Toen De Wolf in 1879 naar Bonheiden verhuisde, veranderde de naam van de firma in Van Os-De Wolf.
Als geëngageerd Vlaams katholiek stichtte Napolitaan een eigen dagblad: op 3 november 1891 voor het eerst de Gazet van Antwerpen, waarvan hij de eerste hoofdredacteur werd.

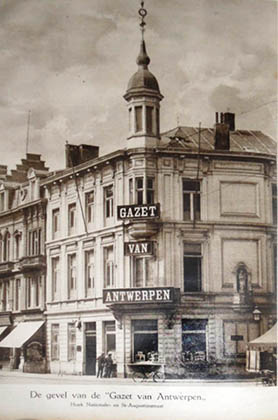

Op de hoek van de Nationalestraat en de Augustijnenstraat liet Napolitaan een nieuw huis met aanpalende drukkerij bouwen. Het hoektorentje bleef 100 jaar een bekend Antwerps stadszicht.
Het centenblad (het was veel goedkoper dan de kranten die tot dan toe alleen door de burgerij konden gekocht worden) werd een enorm succes. De eerste oplage bedroeg 8.000 exemplaren.
De krant had een nauwe band met de Antwerpse Meetingpartij en moest katholiek weerwerk bieden tegen het liberale Het Laatste Nieuws, de socialistische Vooruit en het eveneens katholieke Het Handelsblad. In 1893 werd de titel overgenomen door de katholieke NV De Vlijt.
Napolitaan bouwde een nieuwe drukkerij in de J. de Bomstraat en stond aan het hoofd van een zaak met 140 personeelsleden. 
Na zijn overlijden op 15 januari 1911 nam zijn oudste zoon zijn plaats in, maar die was duidelijk niet uit het juiste hout gesneden. In 1913 werd de zaak verkocht aan drukker Van Dieren. Enkel het drukken van verpakkingsmateriaal kon Henricus Van Os nog in familiehanden houden.